# Il·luminació amb triti
La il·luminació amb triti, en anglès: Tritium illumination és l'ús del triti, com isòtop radioactiu de l'hidrogen, per a crear llum, visible. El triti met electrons a través de la desintegració beta  i quan interactua amb el fòsfor crea llum per fluorescència en un procés anomenat radioluminiscència. Om que la llum de triti no requereix energia elèctrica té moltes aplicacions com per exemple en senyals d'emergència de sortida. Més recentment, moltes de les aplicacions que usen materials radioactius han estat substituïdes per materials fotoluminescents.

## Disseny

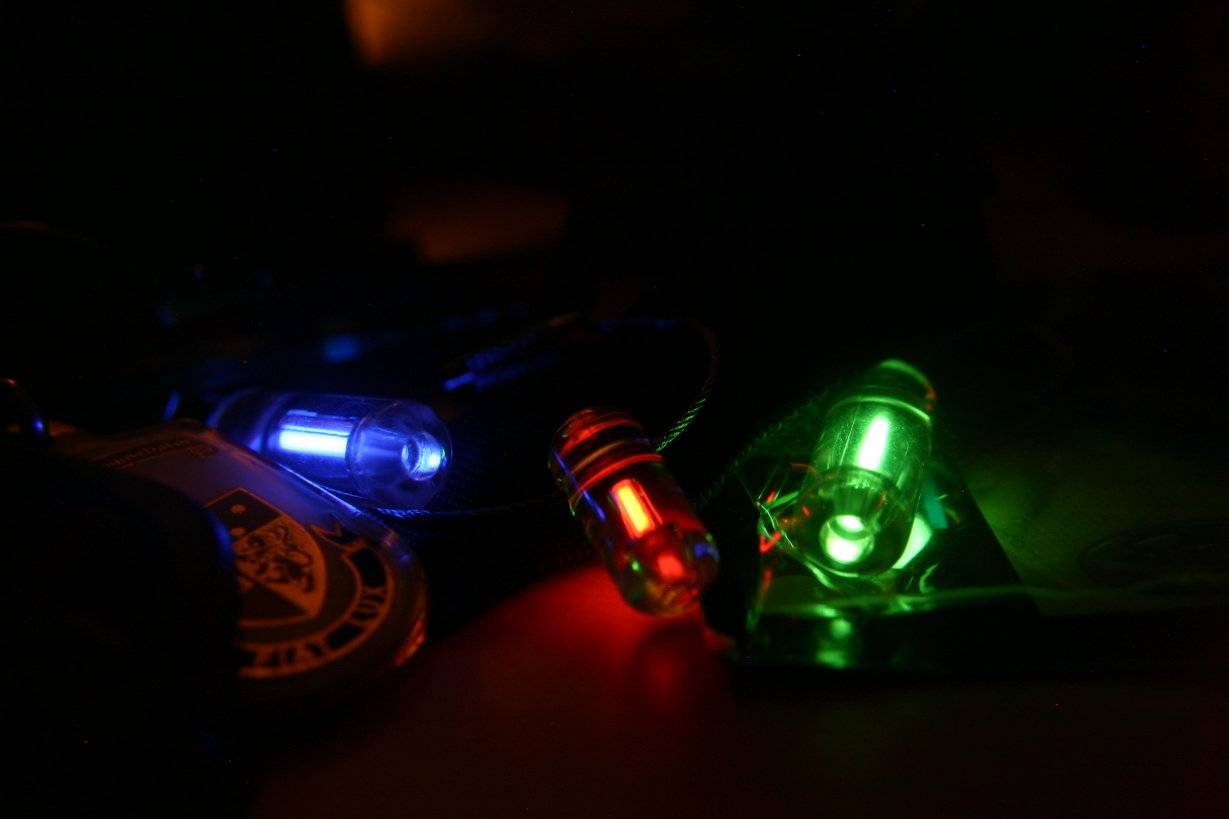
Cadenats radioluminiscents

Els tubs per a les llums de triti són de vidre i amb una capa de fòsfor i triti dins els tubs. Aquest tub es coneix per la seva sigla en anglès: GTLS ("gaseous tritium light source") o beta light. El triti no és l'únic material que es pot fer servir, per exemple s'havia fet servir el radi fins al 1970,

## Seguretat

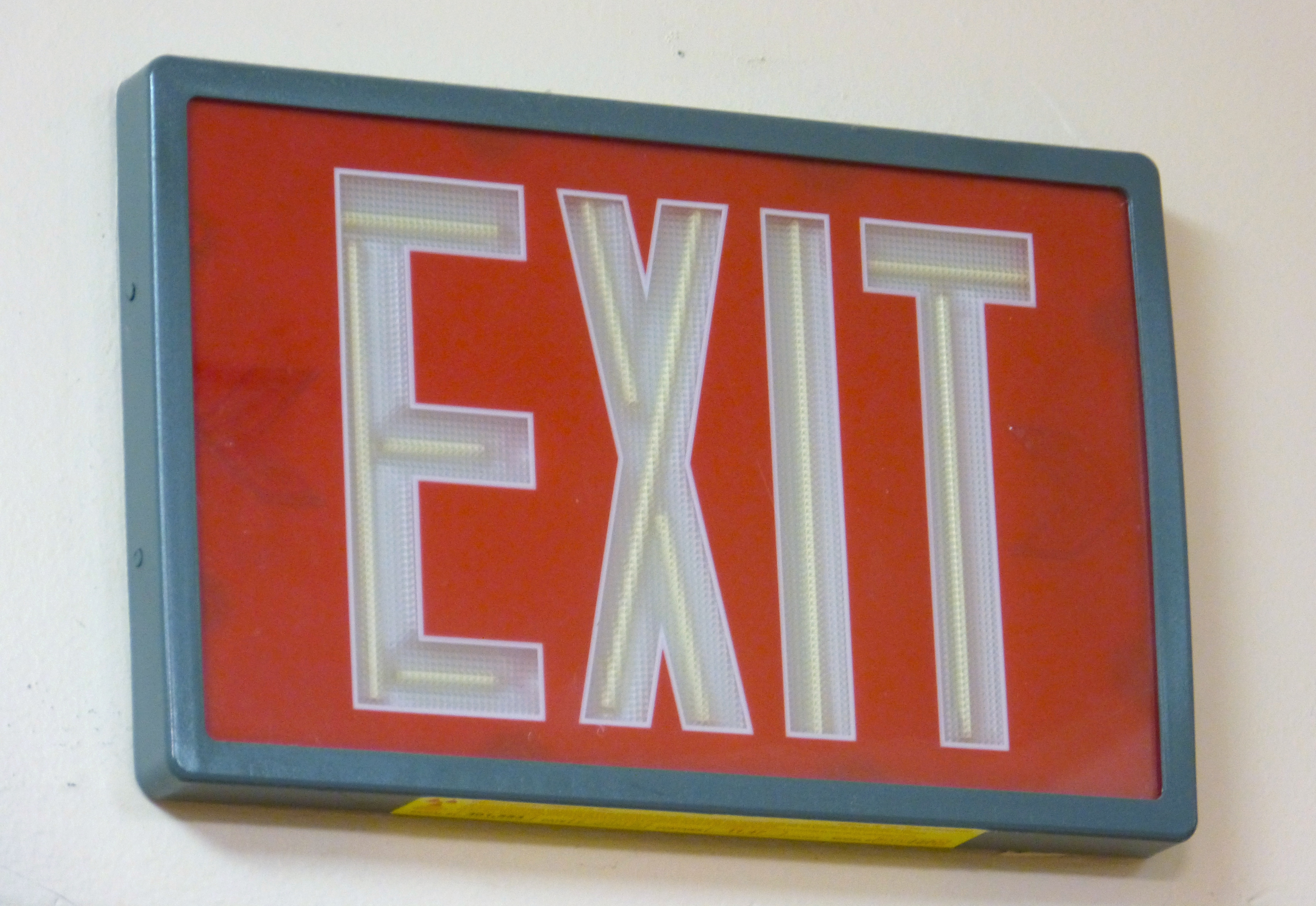
Sortida autolluminosa amb tubs de triti

Actualment es considera que el contingut de substància radioactiva de les llums de triti no constitueixen un perill significatiu per a la salut, però hi pot haver exposició a radiacions si el tub es trenca. Tanmateix, els tubs GTLS emeten nivells baixos de raigs X a causa del fenomen bremsstrahlung. Els perills dels llums de triti es donen si hi ha inhalació, ingestió o absorció pel cos. La vida mitjana biològica (biological half-life) del rtiti és de només 12 dies.